# Candy Cane Lane
Candy Cane Lane är en amerikansk komedi- och äventyrsfilm som hade premiär den 1 december 2023 på Amazon Prime Video. Filmen är regisserad av Reginald Hudlin efter ett manus skrivet av Kelly Younger. I huvudrollen ses Eddie Murphy.

## Handling
Filmen kretsar kring den jultokige Chris Carver som för att vinna kvarterets årliga juldekorationstävling ingår ett i avtal med en av tomtens nissar.

## Rollista (i urval)
- Eddie Murphy - Chris Carver
- Tracee Ellis Ross - Carol Carver
- Jillian Bell - Pepper
- Ken Marino
- Nick Offerman
- Robin Thede
- Chris Redd
- D.C. Young Fly
- Anjelah Johnson-Reyes
- Genneya Walton
- Danielle Pinnock